# Zepherina trinidadensis
Zepherina trinidadensis is een keversoort uit de familie bladkevers (Chrysomelidae). De wetenschappelijke naam van de soort werd in 1929 gepubliceerd door Julius Weise.